# Morcourt (Somme)
Pour les articles homonymes, voir Morcourt.
Morcourt est une commune française située dans le département de la Somme, en région Hauts-de-France.

## Géographie

### Localisation
Entre Amiens et Saint-Quentin, Morcourt est un village picard qui se trouve à une dizaine de kilomètres au sud d'Albert. Il est bordé au nord par la vallée de la Somme.
Le territoire communal est limité au nord par un méandre de la Somme et au sud par l'ex-route nationale 29 (actuelle RD 1029).

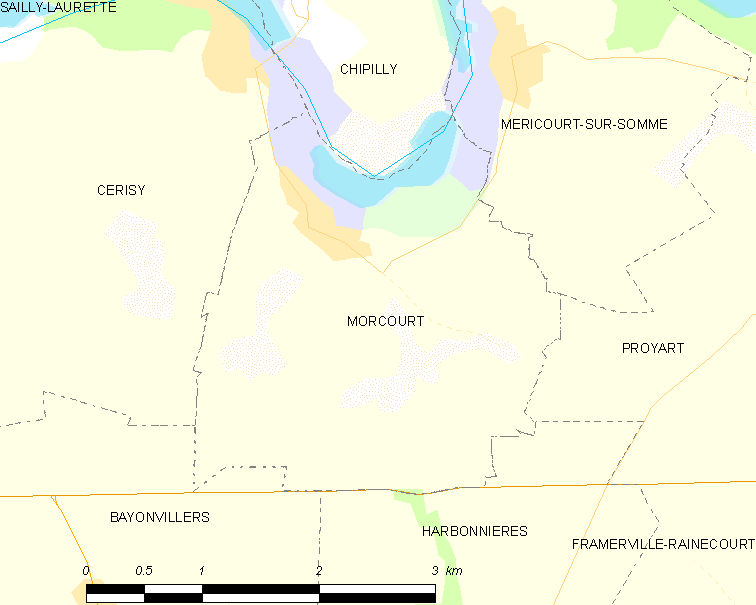
Cliquer sur la carte pour agrandir.

### Nature du sol et du sous-sol
Dans la vallée de la Somme, le sol est marécageux. En s'éloignant du fleuve, il devient argilo-calcaire, crayeux puis argileux,.

### Relief, paysage, végétation
La commune est parsemée de « rideaux » en friche ou boisés qui limitent les vallées. En 1899, la commune comptait 58 hectares d'étangs et marais, résultant de l'extraction de la tourbe.

### Hydrographie

#### Réseau hydrographique
La commune est située dans le bassin Artois-Picardie. Elle est drainée par la Somme canalisée et l'Etang Varice,.
Le canal de la Somme, construit entre 1770 et 1827, et mis au gabarit Freycinet en 1880, est long 170 km. Il débute à Saint-Simon où il touche au canal de Saint-Quentin et débouche dans la baie de Somme.

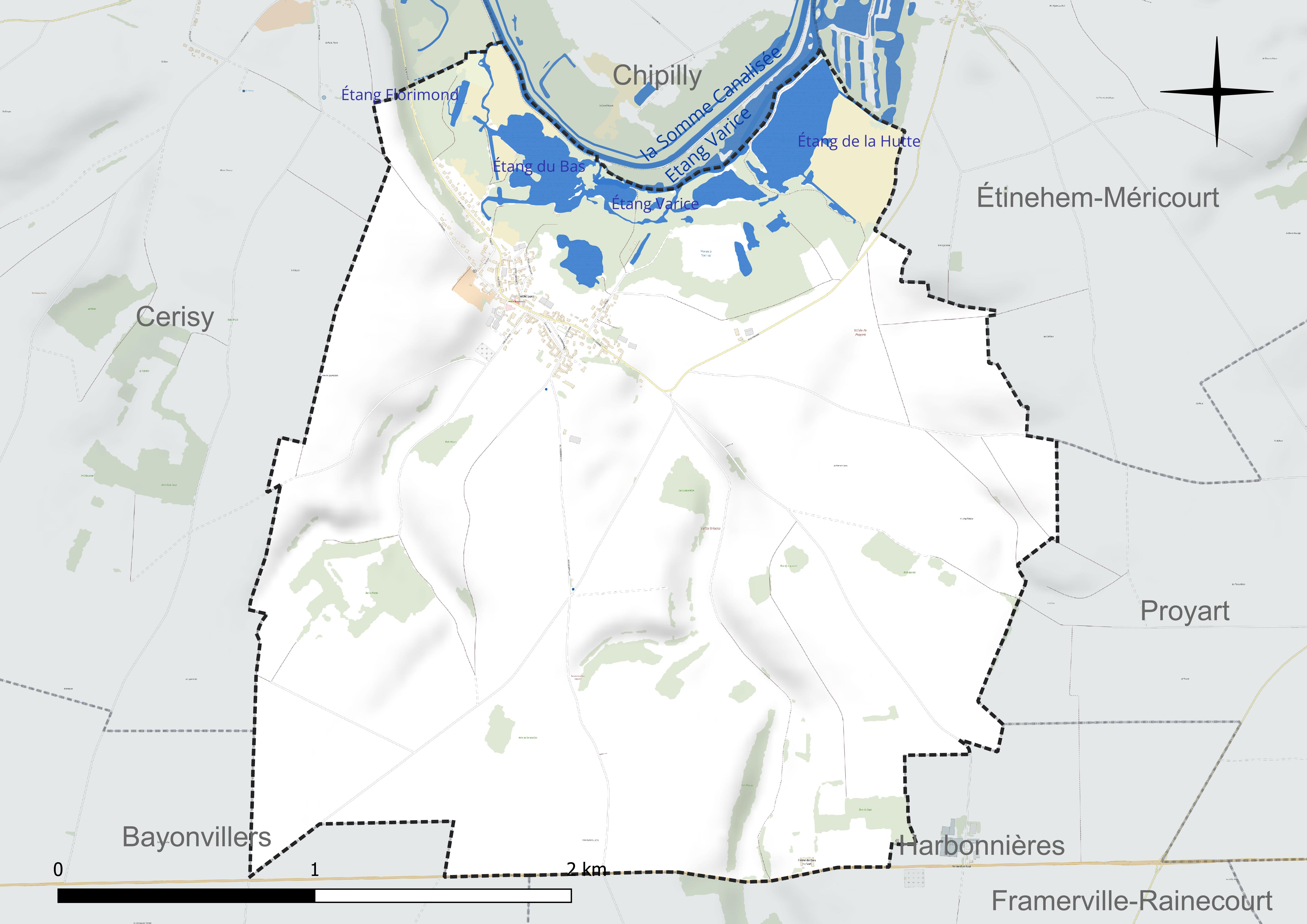
Réseau hydrographique de Morcourt.

Quatre plans d'eau complètent le réseau hydrographique : l'étang de la Hutte (9,9 ha), l'étang du Bas (8,4 ha), l'étang Florimond (0,6 ha) et l'étang Varice (1,4 ha),.

#### Gestion et qualité des eaux
Le territoire communal est couvert par le schéma d'aménagement et de gestion des eaux (SAGE) « Haute Somme ». Ce document de planification concerne un territoire de 1 798 km2 de superficie, délimité par le bassin versant de la Haute Somme est constitué d'un réseau hydrographique complexe de cours d'eau, de marais, d'étangs et de canaux. Le périmètre a été arrêté le 21 avril 2006 et le SAGE proprement dit a été approuvé le 15 juin 2017. La structure porteuse de l'élaboration et de la mise en œuvre est le syndicat mixte d'aménagement hydraulique du bassin versant de la Somme (AMEVA).
La qualité des cours d'eau peut être consultée sur un site dédié géré par les agences de l'eau et l'Agence française pour la biodiversité.

### Climat
Pour des articles plus généraux, voir Climat des Hauts-de-France et Climat de la Somme.
En 2010, le climat de la commune est de type climat océanique dégradé des plaines du Centre et du Nord, selon une étude du CNRS s'appuyant sur une série de données couvrant la période 1971-2000. En 2020, Météo-France publie une typologie des climats de la France métropolitaine dans laquelle la commune est exposée à un climat océanique et est dans la région climatique Nord-est du bassin Parisien, caractérisée par un ensoleillement médiocre, une pluviométrie moyenne régulièrement répartie au cours de l'année et un hiver froid (3 °C).
Pour la période 1971-2000, la température annuelle moyenne est de 10,6 °C, avec une amplitude thermique annuelle de 14,4 °C. Le cumul annuel moyen de précipitations est de 707 mm, avec 11,5 jours de précipitations en janvier et 8,6 jours en juillet. Pour la période 1991-2020, la température moyenne annuelle observée sur la station météorologique la plus proche, située sur la commune de Méaulte à 10 km à vol d'oiseau, est de 10,7 °C et le cumul annuel moyen de précipitations est de 730,3 mm,. Pour l'avenir, les paramètres climatiques de la commune estimés pour 2050 selon différents scénarios d'émission de gaz à effet de serre sont consultables sur un site dédié publié par Météo-France en novembre 2022.

## Urbanisme

### Typologie
Au 1er janvier 2024, Morcourt est catégorisée commune rurale à habitat dispersé, selon la nouvelle grille communale de densité à sept niveaux définie par l'Insee en 2022.
Elle est située hors unité urbaine. Par ailleurs la commune fait partie de l'aire d'attraction d'Amiens, dont elle est une commune de la couronne,. Cette aire, qui regroupe 369 communes, est catégorisée dans les aires de 200 000 à moins de 700 000 habitants,.

### Occupation des sols
L'occupation des sols de la commune, telle qu'elle ressort de la base de données européenne d'occupation biophysique des sols Corine Land Cover (CLC), est marquée par l'importance des territoires agricoles (82,6 % en 2018), une proportion sensiblement équivalente à celle de 1990 (82,3 %). La répartition détaillée en 2018 est la suivante : 
terres arables (74 %), zones humides intérieures (9,4 %), zones agricoles hétérogènes (8,6 %), eaux continentales (4,2 %), zones urbanisées (3,5 %), forêts (0,3 %). L'évolution de l'occupation des sols de la commune et de ses infrastructures peut être observée sur les différentes représentations cartographiques du territoire : la carte de Cassini (XVIIIe siècle), la carte d'état-major (1820-1866) et les cartes ou photos aériennes de l'IGN pour la période actuelle (1950 à aujourd'hui).

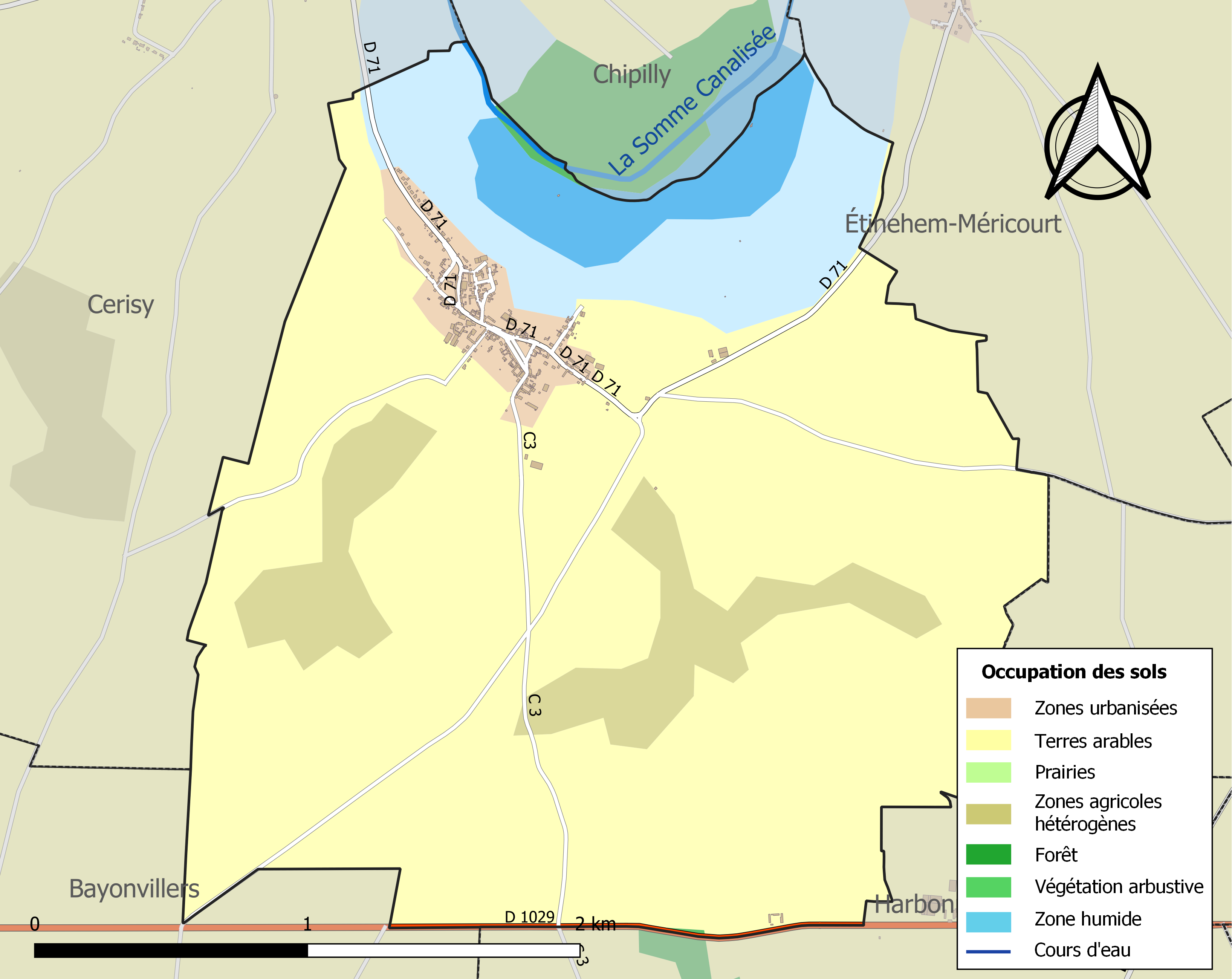
Carte des infrastructures et de l'occupation des sols de la commune en 2018 (CLC).

### Habitat
La commune présente un habitat groupé. La commune, le long de la Somme canalisée, est traversée par la véloroute Vallée de la Somme, voie de circulation réservée aux piétons et aux cyclistes.

## Toponymie
On trouve plusieurs formes pour désigner Morcourt dans les textes anciens : Mourocurtis, Merufli Curtis, Morecourt (1220), Mourecourt (1259), Mourcourt, Morecort
Morcourt est un terme de formation germano-romane. Le suffixe « court », dérive du terme latin Curtis désignant une cour de ferme, une ferme ou un domaine. Le préfixe « Mor » serait dérivé du nom germanique du propriétaire du lieu après les Invasions barbares des Ve siècle et VIe siècle,.
Chaque département de Picardie, Oise, Somme ou Aisne comporte au moins une commune (ou ancienne commune) s'appelant Morcourt.
La commune homonyme de Morcourt (Aisne), commune de 579 habitants est située à l'est de Saint-Quentin.

## Histoire

### Moyen Âge
La première mention écrite de Morcourt apparaît sur une charte du roi Childebert III (656-662) qui confirme la vente de la terre de Morcourt.
La seigneurie de Morcourt est alors dépendante des abbés-comtes de l'Abbaye de Corbie.
En août 1220, l'évêque d'Amiens établit une paroisse à Morcourt, détachée de celle de Cerisy.
En 1483, une autorisation royale indique qu'une partie du domaine du Hamel près de Corbie appartient au seigneur de Morcourt.

### Époque moderne
Au début du XVIe siècle, l'église de Morcourt fut restaurée. À cette époque, la famille d'Humières détenait la seigneurie de Morcourt.
Le 30 avril 1604, un jeune homme, supposé huguenot, pénétra dans le chœur de l'église de Morcourt, l'épée à la main en vociférant des menaces contre tous ceux qui chanteraient la messe. Il fut maîtrisé par la force et jeté en prison où il mourut.
En 1605, Daniel de Hardoncourt, écuyer, acquit la seigneurie de Morcourt. En 1641, Claude Petit, avocat à Amiens, acheta 200 journaux de terres du seigneur de Morcourt. En 1645, le marquis de Feuquières acquit la seigneurie de Morcourt.
Le 28 février 1636, Claude Patou, laboureur de Morcourt, âgé de 30 ans, fit une déposition auprès du lieutenant général du bailliage d'Amiens, dénonçant les exactions des soldats français cantonnés à Morcourt au cours de l'invasion espagnole.
Avant 1789, Morcourt faisait partie de l'élection et du bailliage de Péronne relevant de la généralité d'Amiens. La cure de la paroisse de Morcourt était rattachée au doyenné de Lihons.
En 1789, le dernier seigneur de Morcourt était Joachim Charles de Seiglière, marquis de Soyécourt.

### Époque contemporaine

#### Révolution française
Le 14 novembre 1793, les officiers municipaux de Morcourt se rendirent, conformément au décret du 17 juillet 1793, au château de Feuqières (commune d'Harbonnières) pour se faire remettre les titres seigneuriaux de Morcourt. Revenus à Morcourt avec les documents, ils firent sonner les cloches pour appeler les citoyens à s'assembler sur la place du village où furent brûlés les titres.

#### XIXe siècle
L'extraction de la tourbe au XIXe siècle fit la richesse de la commune. Elle entraîna la création d'étangs artificiels aujourd'hui en partie protégés.
En 1899, la seule industrie est représentée par les ouvriers bonnetiers fabriquant bas et chaussettes sur métiers à tisser pour de grands groupes. Cette activité est alors en déclin. Il existait, à la même date, dans la commune, une carrière d'extraction de craie.

#### Première Guerre mondiale
Pendant la Grande Guerre, la commune était située de 1914 à 1917 à l'arrière immédiat du front. Le village abrita des ambulances (hôpitaux provisoires proches du front) où s'effectuait le tri des blessés et servit de cantonnement pour les soldats. Les témoignages écrits et photographiques d'Auguste Lematte et Joseph Brenac évoquent la vie du village pendant le conflit.
Le village, fortement éprouvé lors de la Première Guerre mondiale, a été décoré de la Croix de guerre 1914-1918, le 27 octobre 1920.

## Politique et administration

### Rattachements administratifs et électoraux
La commune se trouvait depuis 1801 dans l'arrondissement de Péronne du département de la Somme. Par arrêté préfectoral du 27 décembre 2016, la commune en est détachée le 1er janvier 2017 pour intégrer l'arrondissement d'Amiens.
Pour l'élection des députés, Morcourt fait partie depuis 1958 de la cinquième circonscription de la Somme.
Elle faisait partie depuis 1793 du canton de Bray-sur-Somme. Dans le cadre du redécoupage cantonal de 2014 en France, Morcourt est rattaché au canton de Corbie

### Intercommunalité
Morcourt est membre depuis 2002 de la communauté de communes de Corbie et Villers-Bretonneux, qui a pris depuis le nom de communauté de communes du Val de Somme.

### Liste des maires
| Période                                  | Période                      | Identité        | Étiquette | Qualité                                                                                             |
| ---------------------------------------- | ---------------------------- | --------------- | --------- | --------------------------------------------------------------------------------------------------- |
| Les données manquantes sont à compléter. |                              |                 |           | |
| mars 1983                                | 2008                         | Roland Demaison |           | |
| mars 2008                                | En cours (au 8 octobre 2020) | Didier Demaison |           | Fils du précédent Vice-président de la CC du Val de Somme (2020 → ) Réélu pour le mandat 2014-2020, |

## Population et société

### Démographie
L'évolution du nombre d'habitants est connue à travers les recensements de la population effectués dans la commune depuis 1793. Pour les communes de moins de 10 000 habitants, une enquête de recensement portant sur toute la population est réalisée tous les cinq ans, les populations de référence des années intermédiaires étant quant à elles estimées par interpolation ou extrapolation. Pour la commune, le premier recensement exhaustif entrant dans le cadre du nouveau dispositif a été réalisé en 2008.

En 2022, la commune comptait 330 habitants, en évolution de +10 % par rapport à 2016 (Somme : −1,26 %, France hors Mayotte : +2,11 %).
| 1793 | 1800 | 1806 | 1821 | 1831 | 1836 | 1841 | 1846 | 1851 |
| ---- | ---- | ---- | ---- | ---- | ---- | ---- | ---- | ---- |
| 408  | 532  | 544  | 551  | 615  | 641  | 656  | 666  | 695  |

| 1856 | 1861 | 1866 | 1872 | 1876 | 1881 | 1886 | 1891 | 1896 |
| ---- | ---- | ---- | ---- | ---- | ---- | ---- | ---- | ---- |
| 672  | 692  | 688  | 643  | 604  | 546  | 527  | 500  | 486  |

| 1901 | 1906 | 1911 | 1921 | 1926 | 1931 | 1936 | 1946 | 1954 |
| ---- | ---- | ---- | ---- | ---- | ---- | ---- | ---- | ---- |
| 466  | 429  | 360  | 241  | 248  | 238  | 212  | 212  | 206  |

| 1962 | 1968 | 1975 | 1982 | 1990 | 1999 | 2006 | 2008 | 2013 |
| ---- | ---- | ---- | ---- | ---- | ---- | ---- | ---- | ---- |
| 187  | 196  | 183  | 201  | 239  | 268  | 273  | 274  | 284  |

| 2018 | 2022 | - | - | - | - | - | - | - |
| ---- | ---- | - | - | - | - | - | - | - |
| 325  | 330  | - | - | - | - | - | - | - |

### Enseignement
L'école primaire publique de Morcourt compte 27 élèves à la rentrée scolaire 2017, dans le cadre d'un regroupement pédagogique intercommunal qui, en 2020, scolarise 154 élèves.
En 2025, le regroupement pédagogique intercommunal scolarise les enfants du village avec ceux de Sailly-le-Sec, Sailly-Laurette et Cerisy. Une classe est menacée de fermeture à la rentrée de septembre.

## Économie

### Activités économiques et de services
L'activité dominante de la commune reste l'agriculture. Cependant il existe des activités artisanales dans la commune. Le village bénéficie de milieux humides propices aux activités de loisirs, telle la pêche.

## Culture locale et patrimoine

### Lieux et monuments

#### Église Saint-Fuscien-et-Saint-Gentien
L'église Saint-Fuscien-et-Saint-Gentien a été construite au Moyen Âge (XIIe et XVIe siècles).

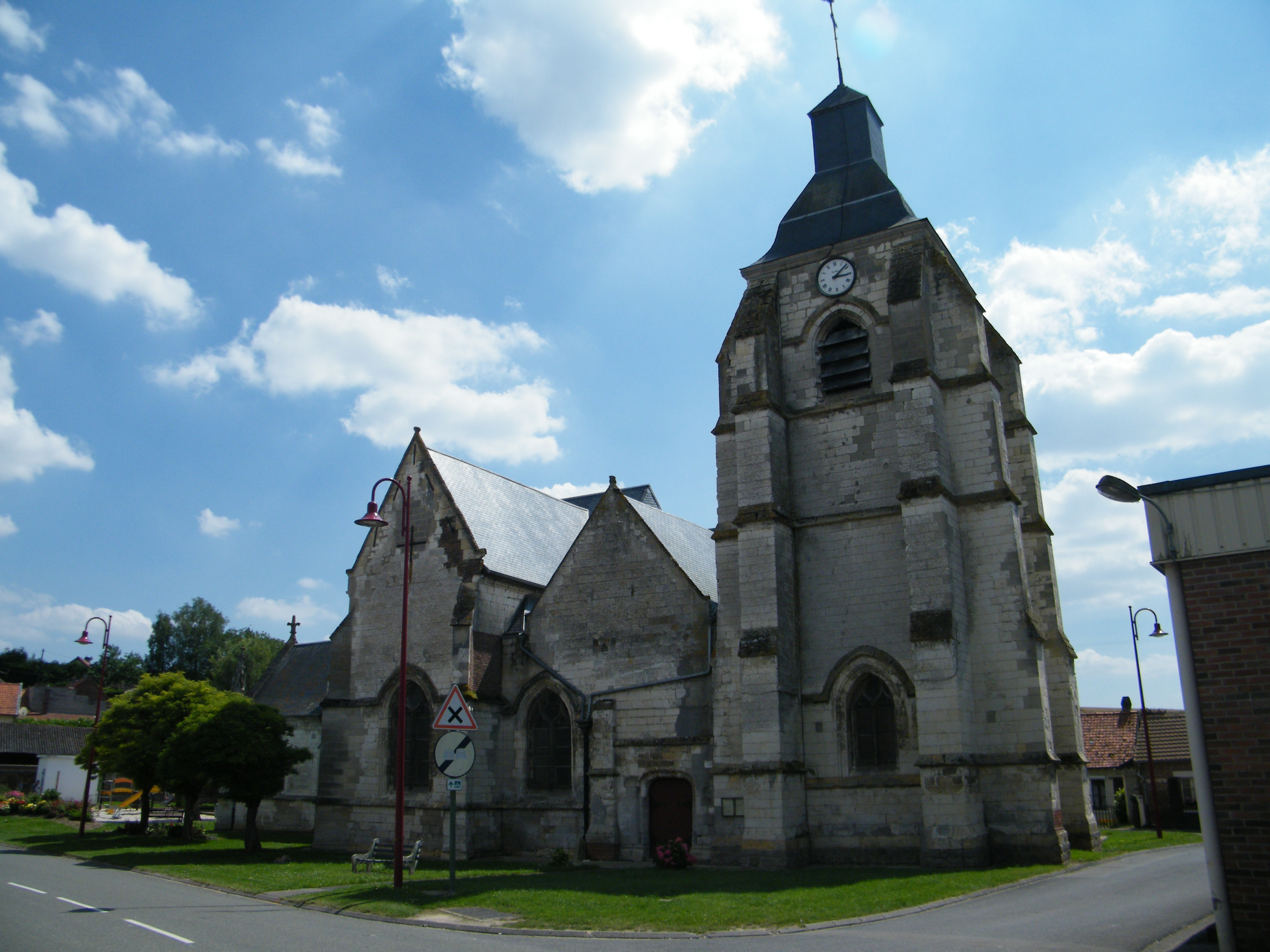
Église Saint-Fuscien-et-Saint-Gentien façade principale et clocher.
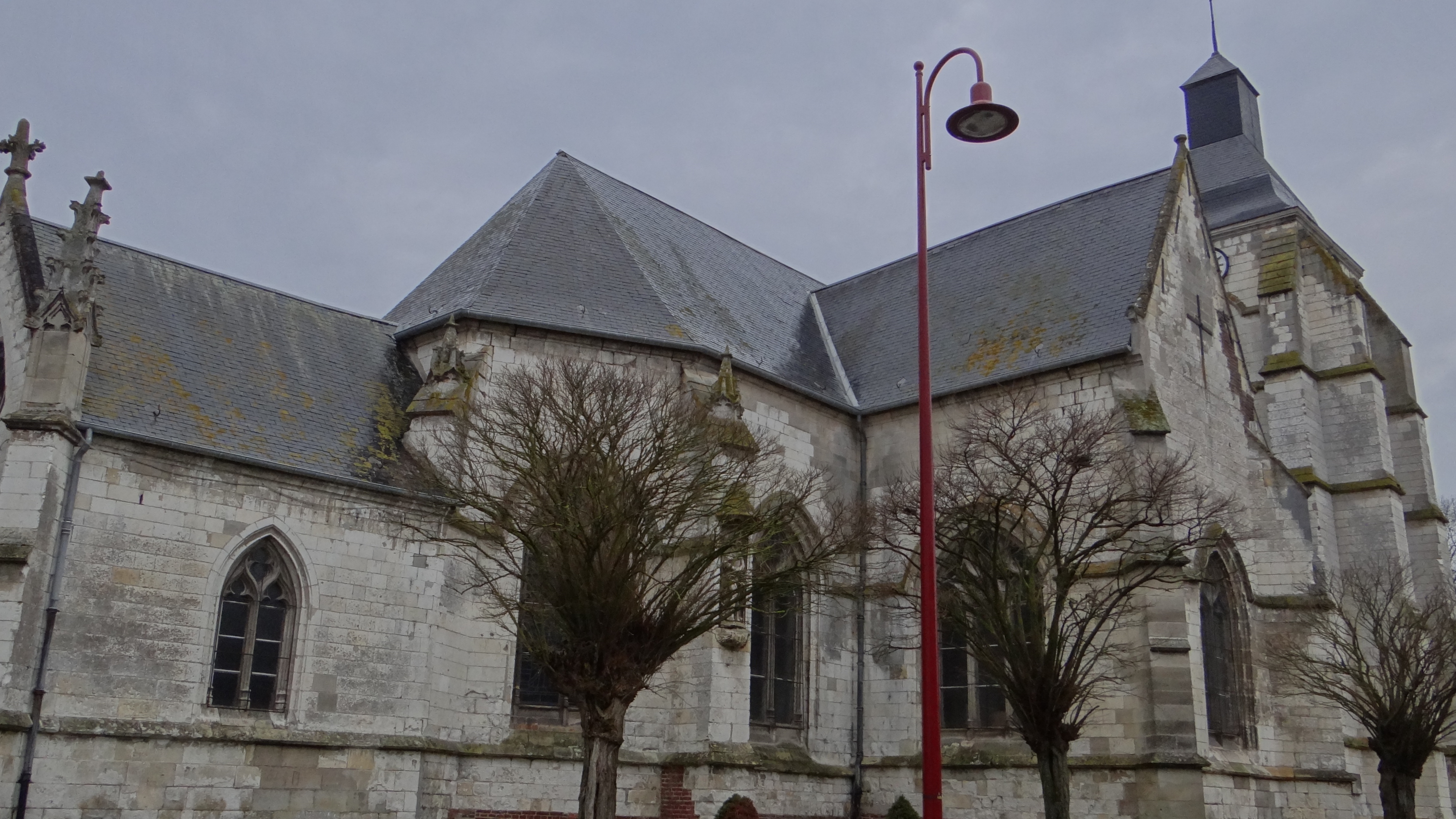
Chevet de l'église Saint-Fuscien-et-Saint-Gentien.
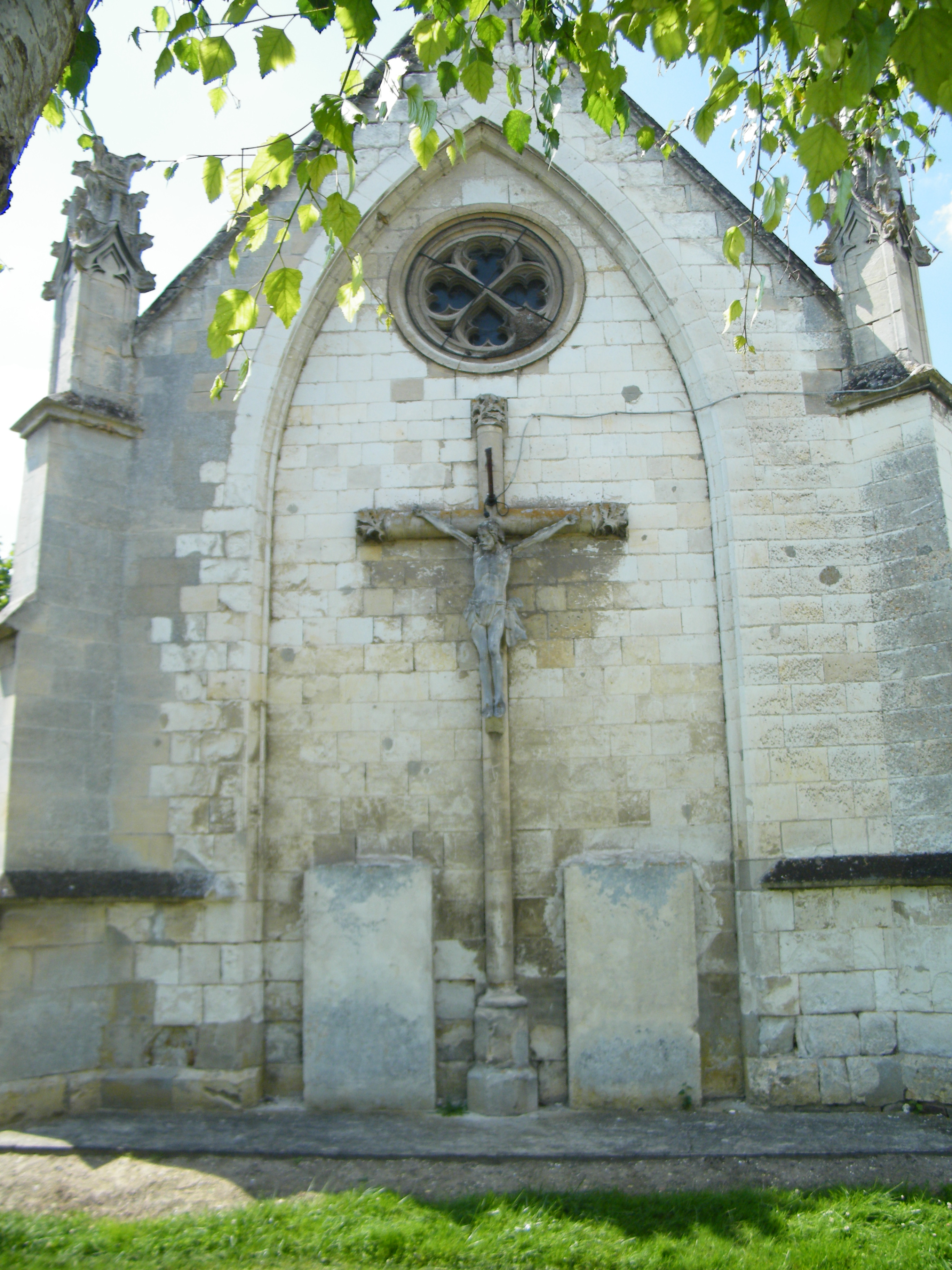
Calvaire adossé à l'église.

#### Marais

La commune de Morcourt compte environ 100 hectares de marais, dont 30 hectares de surface d'eau. Un belvédère permet de surplomber le marais et offre une vue sur la Somme. 42 ha des marais de Morcourt, entre Bray-sur-Somme et Lamotte-Warfusée, sont classés Natura 2000 et depuis 2017, sont inclus dans le site Ramsar « Marais et tourbières des vallées de la Somme et de l'Avre ». Les milieux tourbeux et para-tourbeux doivent faire l'objet d'une restauration afin de préserver les espèces menacées de la vallée de la Somme par des actions de déboisement et de fauche, pour restaurer les prairies para-tourbeuses où la molinie bleue et le sélin à feuilles de Carvi sont en forte régression. Le marais est répertorié dans la Zone naturelle d'intérêt écologique, faunistique et floristique (ZNIEFF) continentale n° 220 320 014 : « Méandres et cours de la Somme entre Bray-sur-Somme et Corbie ».

#### Prairie aux Grands Prés
La prairie aux Grands Prés a été inaugurée en 2017 en lien avec le Conservatoire d'espaces naturels de Picardie.

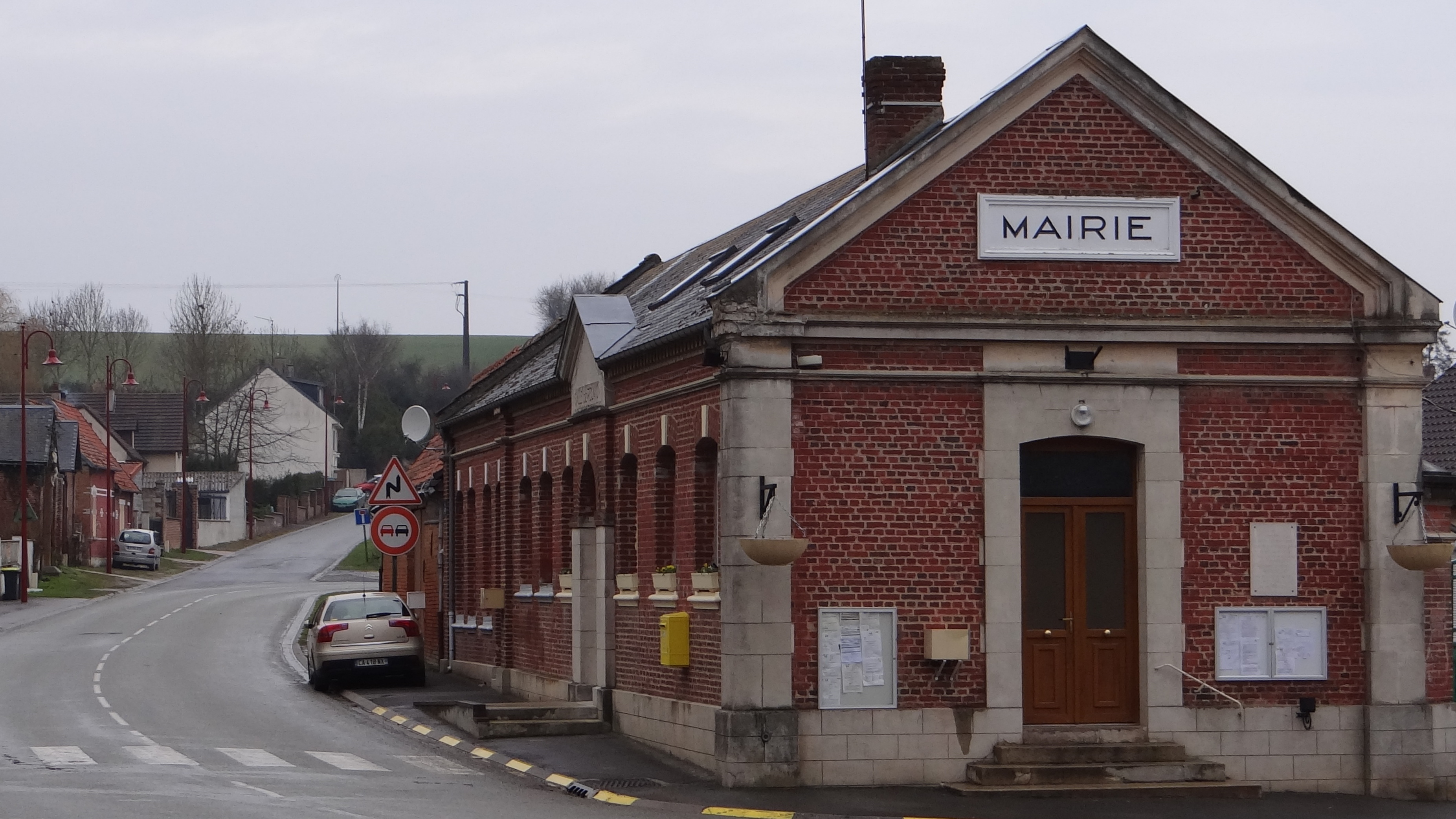
Mairie.
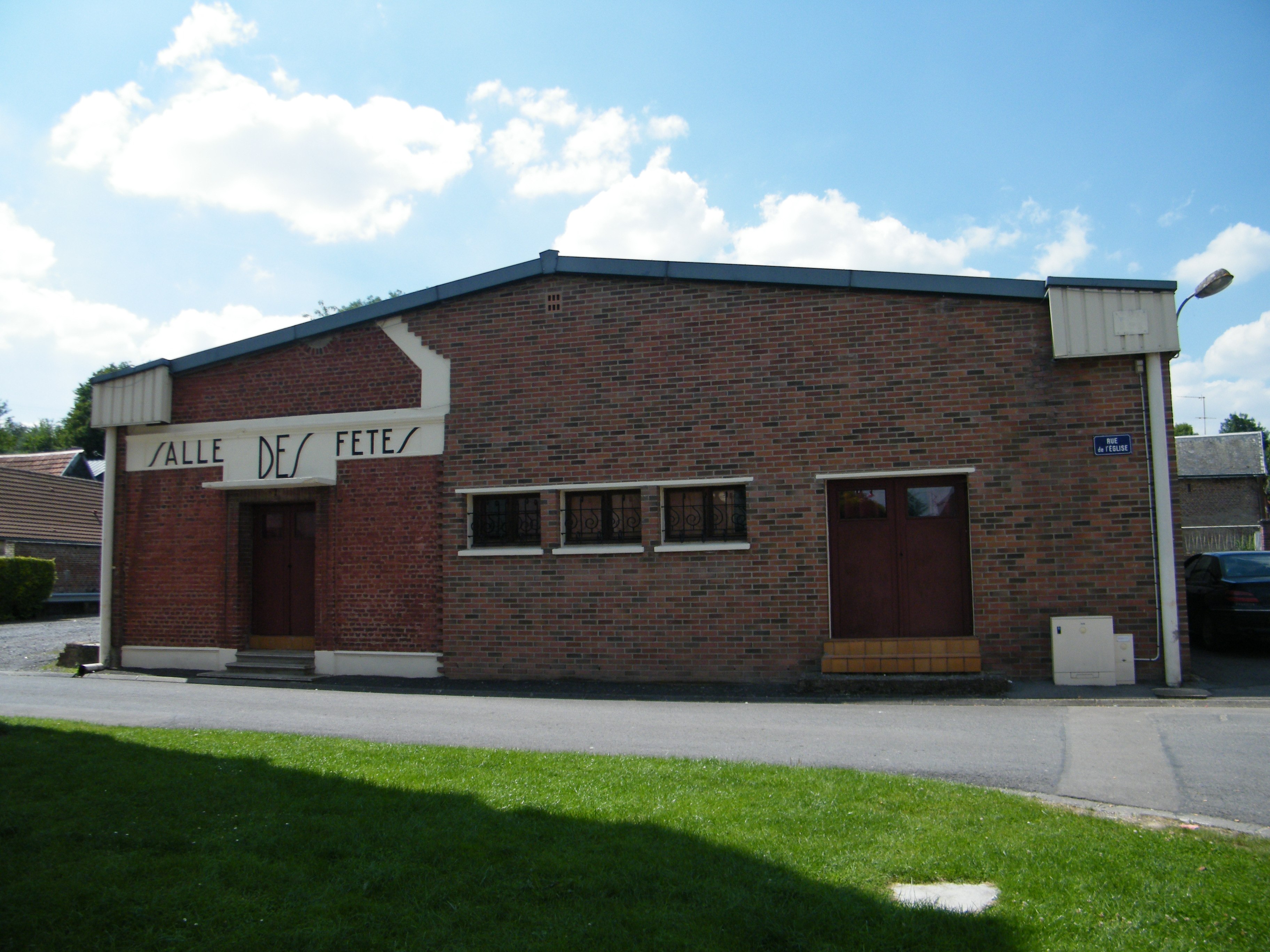
Salle des fêtes.
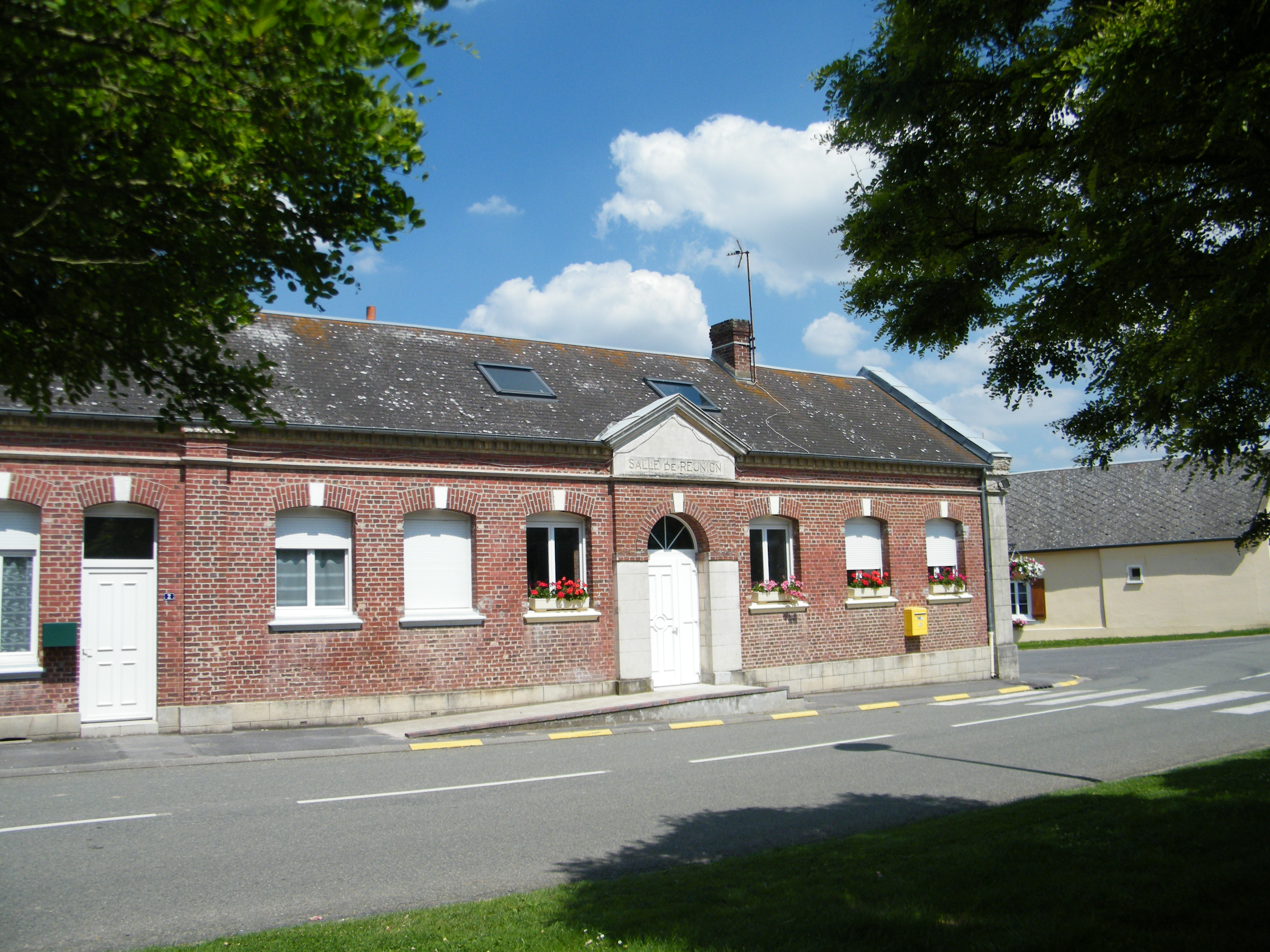
École.
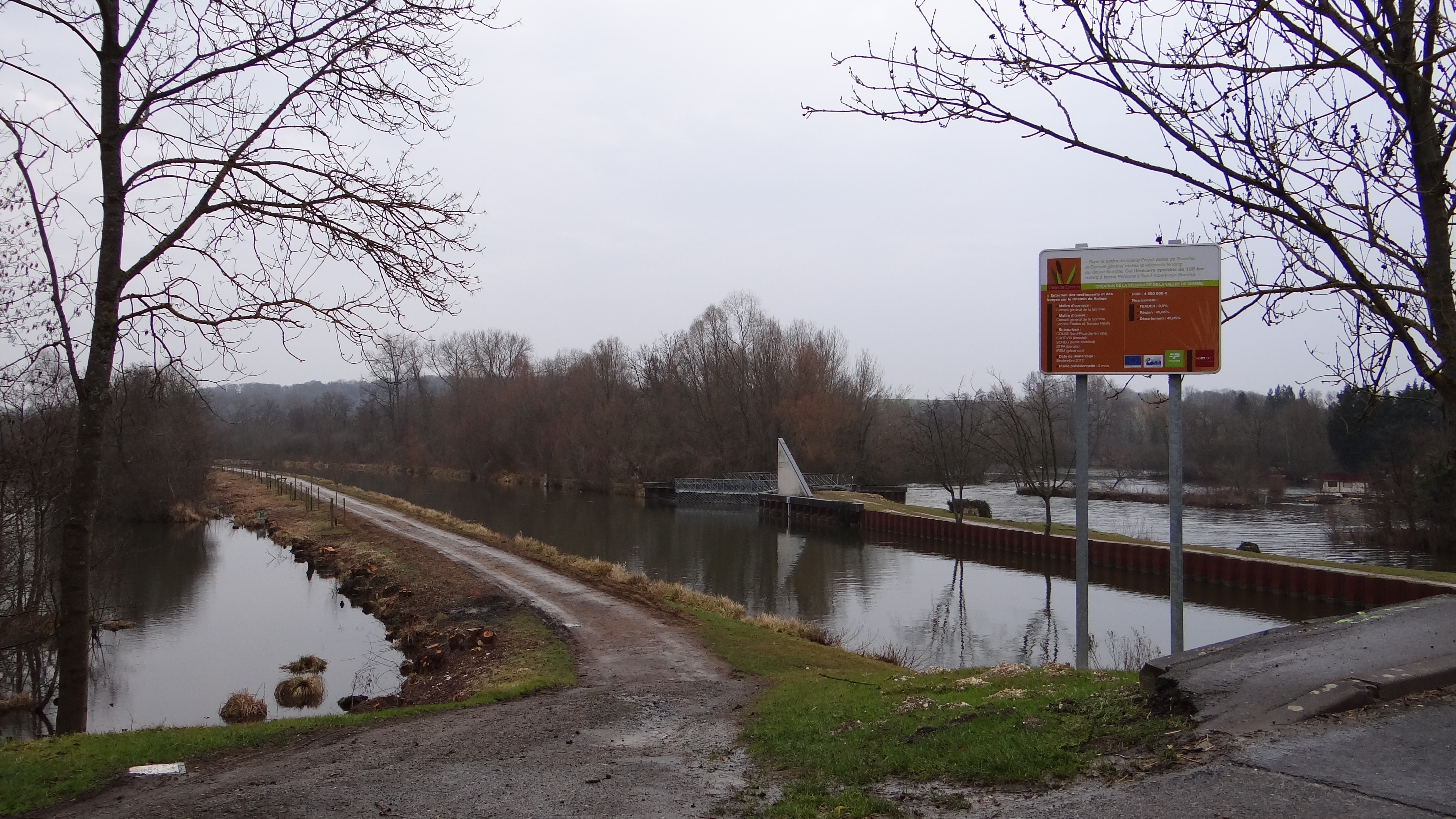
Lieux de promenade et de pêche.

### Personnalités liées à la commune
- L'abbé Haclin (1818-1903). Curé du village, il a rédigé une « Notice historique » sur le village de Morcourt.
- Achille Moy, curé de Cerisy-Gailly, auteur en 1903 d'une monographie sur Morcourt (disponible à la bibliothèque municipale d'Amiens).